# Tiefenbach (Hunsrück)
Tiefenbach ist eine Ortsgemeinde im Hunsrück im Rhein-Hunsrück-Kreis in Rheinland-Pfalz. Sie gehört der Verbandsgemeinde Simmern-Rheinböllen an. Tiefenbach ist aus den Ortsteilen Unter- und Obertiefenbach zusammengewachsen.

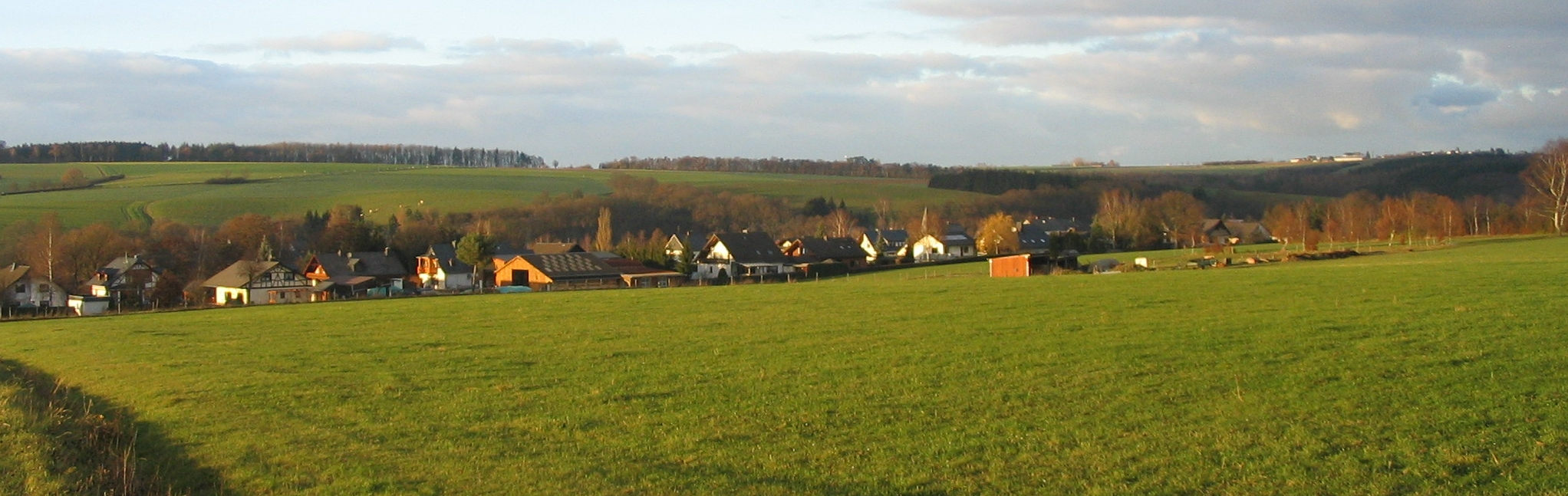
Sicht aus Richtung Soonwald

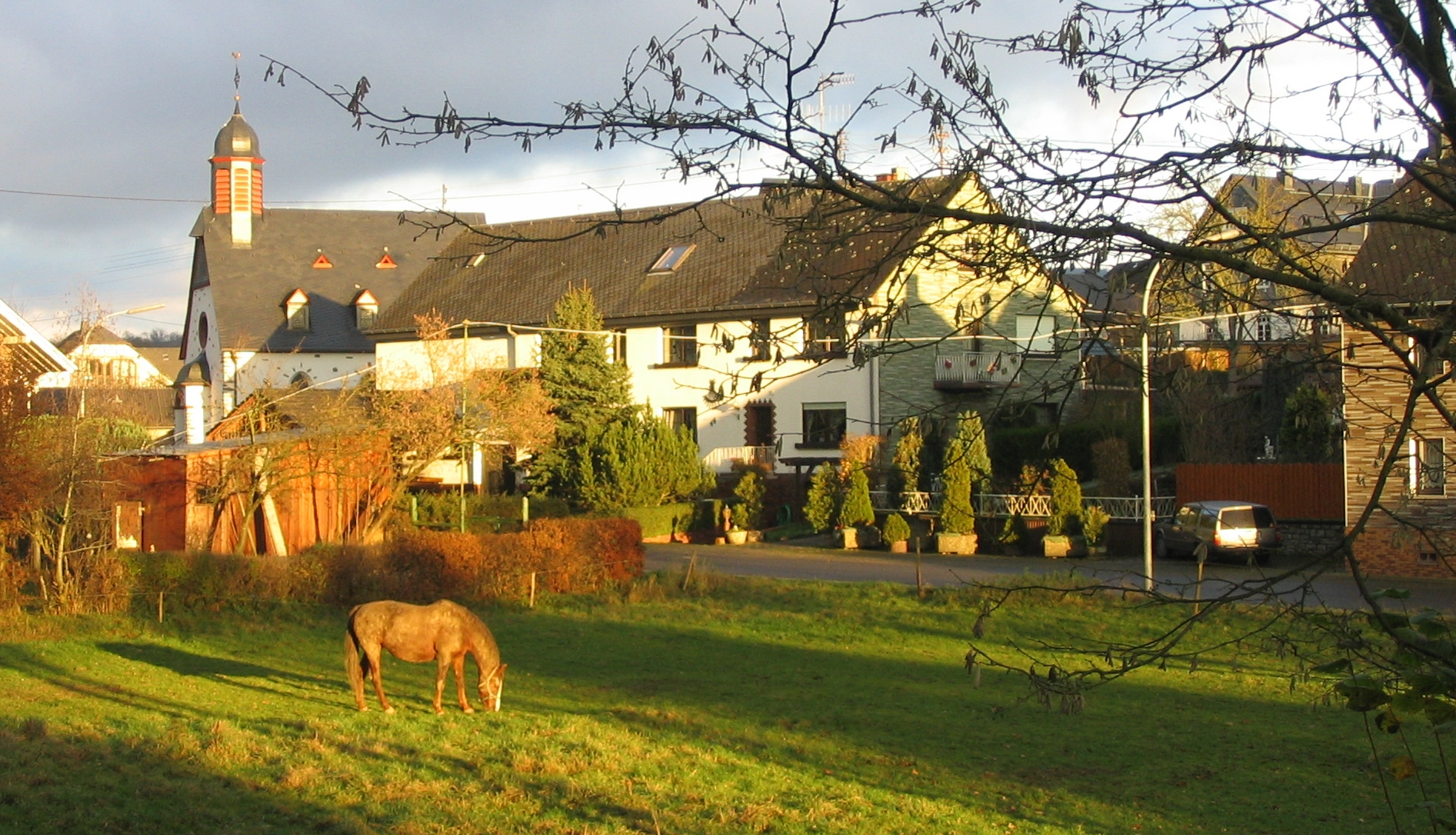
Dorfzentrum am Brühlbach

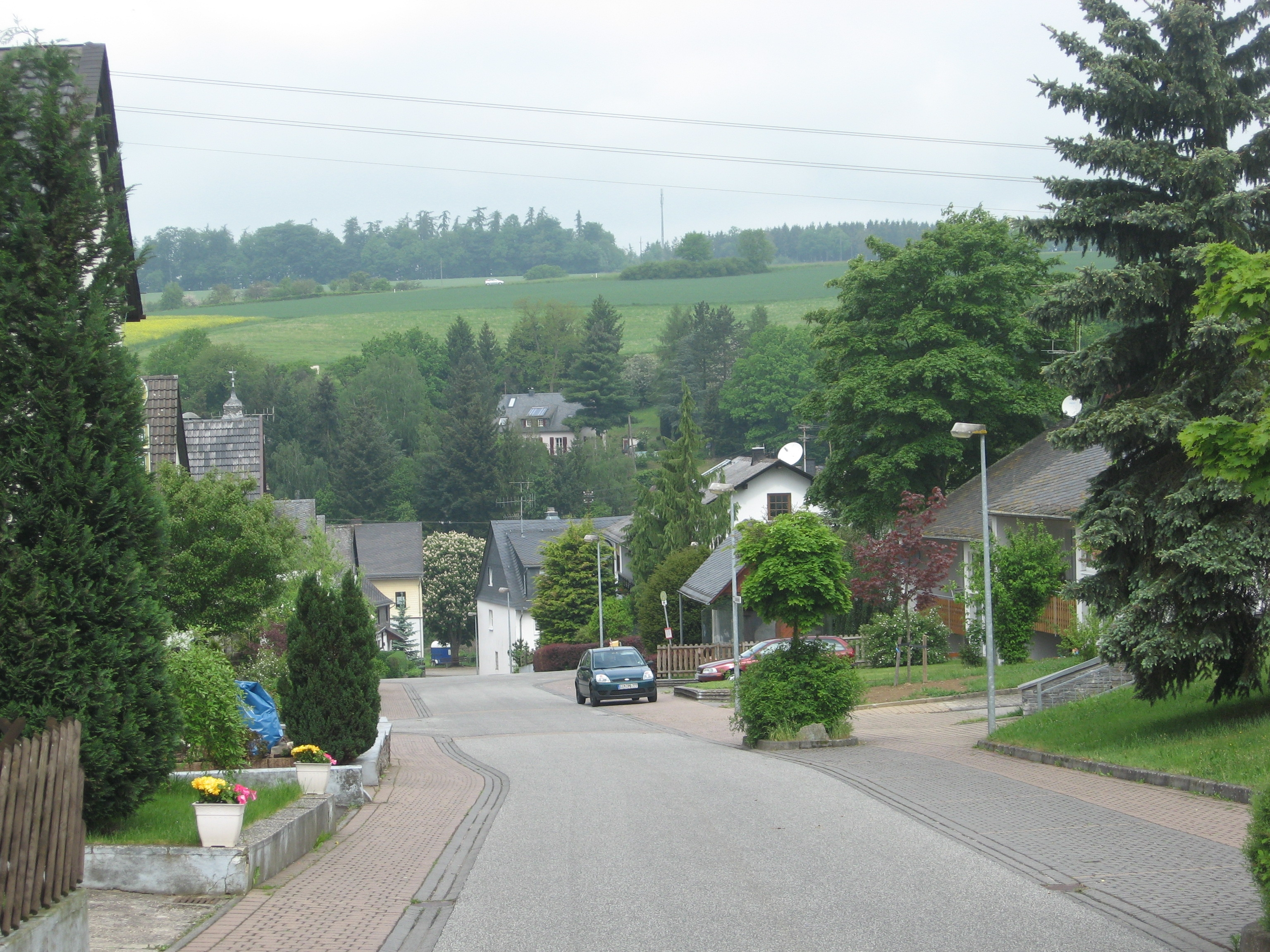
Dorfstraße

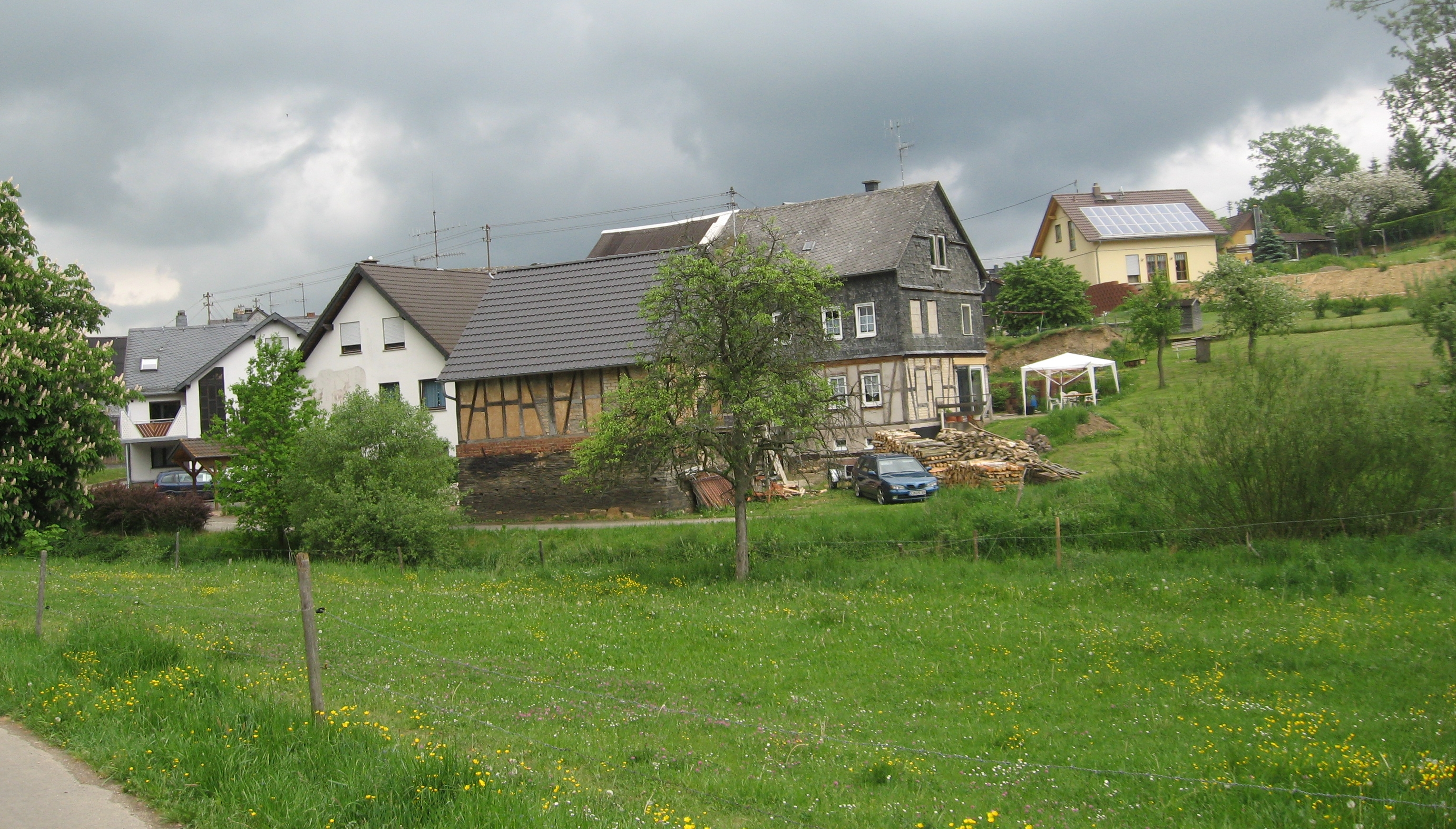
Impressionen am Dorfrand

## Geographie
Tiefenbach liegt inmitten des Hunsrücks im Tal des Brühlbaches an der Nordseite des Soonwaldes.
| Wimmersbacher Hof           | Holzbach                                    | Riesweiler   |
| Belgweiler                  | Kompassrose, die auf Nachbargemeinden zeigt | der Soonwald |
| Sargenroth und Mengerschied |                                             |              |

## Geschichte
Die Frühgeschichte Tiefenbachs ist verbunden mit der Wildburg, die 1253 erstmals urkundlich erwähnt wurde. Später war das am nördlichen Fuß des Soonwaldes gelegene Tiefenbach Teil von Pfalz-Simmern, das 1556 die Reformation einführte. 1673 kam der Ort zur Kurpfalz und wurde mit der Besetzung des linken Rheinufers 1794 durch französische Revolutionstruppen Teil von Frankreich. 1815 wurde er auf dem Wiener Kongress dem Königreich Preußen zugeordnet. 1912 wurde eine katholische Kapelle erbaute. Nach dem Ersten Weltkrieg war der Ort zeitweise wieder französisch besetzt. In den 1930er Jahren wurde die örtliche Erzgrube Märkerei stillgelegt. Seit 1946 ist der Ort Teil des damals neu gebildeten Landes Rheinland-Pfalz. 1961 wurde die evangelische Kirche errichtet.:11
Im Jahr 1921 erhielt Tiefenbach einen Bahnanschluss mit Stationsgebäude, diese Bahnstrecke Simmern–Gemünden (Hunsrück) wurde 1963 stillgelegt, bis 1965 wurden alle Gleise entfernt. Bis 2006 war von der Strecke noch ein Viadukt vorhanden, das dann wegen Baufälligkeit gesprengt wurde. Der Bahndamm ist nordöstlich von Tiefenbach noch erhalten. Die letzte Straßenunterführung des Damms wurde im August 2009 abgerissen.

## Politik

### Ortsbürgermeister
Julie Kaiser-Girard wurde im Sommer 2021 Ortsbürgermeisterin von Tiefenbach. Bei der durch die Amtsniederlegung ihres Vorgängers erforderlich gewordenen Direktwahl am 4. Juli 2021 war sie mit einem Stimmenanteil von 73,35 % gewählt worden. Sie wurde im Juni 2024 wiedergewählt.
Kaiser-Girards Vorgänger waren Thorsten Fuchs (FWG), der das im Sommer 2019 angetretene Amt aus beruflichen Gründen mit Wirkung zum 30. Juni 2021 niedergelegt hatte, und zuvor Klaus Imig, der 2019 nicht erneut kandidiert hatte.

### Wappen
Das Wappen zeigt oben auf dem Rautenmuster der Kurpfalz Hammer und Schlägel für das frühere Eisenbergwerk. Der Pfälzer Löwe in der unteren, rechten Ecke verweist ebenfalls auf die frühere Herrschaft der Kurpfalz. Die silberne Bandschnalle in der rechten Hälfte steht für die Freiherren der Schmidtburg, die im Dorf mehrere Hofstellen hatten. Das Wappen wurde am 22. September 1980 von der damaligen Bezirksregierung Koblenz genehmigt.:10

## Kultur und Sehenswürdigkeiten

### Bauwerke
- Katholische Kirche St. Franz Xaver
- Marienfigur im Hang
- Altes Erzbergwerk
- Wildburg

Siehe auch: Liste der Kulturdenkmäler in Tiefenbach

### Dorfleben
Die Wildburghalle wurde als Mehrzweckhalle im Jahre 1988 errichtet. Mehrere Vereine, unter anderem ein Männergesangverein (ältester Ortsverein, gegründet 1903), ein Sportverein, ein Motorsportverein und die Freiwillige Feuerwehr, gestalten geselliges und kulturelles Leben im Dorf. Außerdem gibt es einen kommunalen Kindergarten.

## Tourismus
Der Schinderhannes-Soonwald-Radweg von Gemünden nach Simmern verläuft durch den Ort.
In weiterer Entfernung liegt der neu angelegte Wanderweg „Soonwaldsteig“.

## Infrastruktur
Die Freiwillige Feuerwehr Tiefenbach sorgt für den abwehrenden Brandschutz und die allgemeine Hilfe insbesondere auf örtlicher Ebene.